# Francisco de Montejo
Francisco de Montejo (Salamanca, 1479 – 1553) è stato un esploratore e condottiero spagnolo.

## Biografia
Nacque da Juan de Monteyo e Catalina Alverez de Tejeda.
Lasciò la Spagna nel 1514 e arrivò a Cuba in tempo per partecipare alla spedizione di Juan de Grijalva lungo la costa dello Yucatán e del Golfo del Messico. In quell'occasione tenne il ruolo di Capitano ed ebbe il comando di 4 navi. Al suo ritorno a Cuba, si aggregò ad Hernán Cortés in una nuova spedizione nella quale aiutò a fondare la città di La Villa Rica de Vera Cruz (odierna Veracruz) in Messico. Nel 1519 Cortés gli diede ordine di tornare in Spagna per dare il resoconto del viaggio. Durante questo soggiorno, Montejo si sposò con Beatriz de Herrera.
Nel dicembre del 1526 il re spagnolo Carlo V, emanò un decreto reale che nominava Montejo Adelantado e Capitano Generale dello Yucatán. Fece ritorno nello Yucatán nel 1528 e tentò di conquistarlo lungo la costa est (Tulum, Chetumal) ma la feroce resistenza del popolo Maya glielo impedì. Nel 1530 decise di ritentare la conquista, questa volta dalla parte ovest, ed iniziò a bonificare l'odierno stato messicano di Tabasco. Dal 1531 al 1535 tentò di conquistare lo Yucatán occidentale; dopo alcuni primi successi e la conquista di Chichén Itzá che sarebbe dovuta diventare la capitale, dovette alla fine abbandonare l'impresa e lasciare la penisola. Nel 1533 Montejo ricevette un decreto reale che gli permetteva di conquistare Puerto Caballos e Naco nell'Honduras. Questo lo pose in conflitto con Pedro de Alvarado che aveva già ricevuto un simile decreto nel 1532. La situazione divenne un reale problema quando Alvarado dichiarò di aver conquistato e pacificato la provincia di Honduras nel 1536. Alvarado fu Governatore di Honduras sino al 1540, sebbene fosse stato richiamato in Spagna nel 1537.
Nel 1540 il Re spagnolo conferì la nomina di Governatore dell'Honduras a Montejo che si spostò a Gracias a Dios per installare una propria amministrazione. Diede disposizioni al figlio Francisco de Montejo, El Mozo di conquistare lo Yucatán. Il figlio riuscì a conquistarne la parte est e fondò le città di Campeche nel 1541 e Mérida nel 1542. Nel 1546 Montejo padre assunse il ruolo di Governatore e Capitano Generale dello Yucatán.
Nel 1550 alcuni reclami causarono il suo allontanamento; dovette fare ritorno in Spagna dove morì nel 1553.